# Мунія альпійська
Му́нія альпійська (Lonchura monticola) — вид горобцеподібних птахів родини астрильдових (Estrildidae). Ендемік Папуа Нової Гвінеї.

## Опис
Довжина птаха становить 11-12 см. Голова і горло чорні, верхня частина тіла коричнева. Груди білі, легко поцятковані коричнюватими плямами. Решта нижньої частини тіла біла, відділені від грудей широкою чорною смугою. Надхвістя охристі, боки чорно-білі, плямисті або смугасті, стегна і гузка чорні. Очі темно-карі, дзьоб міцний, сірий, лапи сіруваті. У молодих птахів верхня частина тіла коричнева, груди коричнювато-сірі, гузка іржаста, решта нижньої частини тіла охристо-біла.

## Поширення і екологія
Альпійські мунії мешкають в горах на південному сході Нової Гвінеї, зокрема в горах Уортон і Овен-Стенлі. Вони живуть на високогірних альпійських луках. Зустрічаються сімейними зграйками, на висоті від 2700 до 3900 м над рівнем моря. Живляться насінням трав, іноді також ягодами, плодами, пагонами і дрібними літаючими комахами.